# Selección femenina de fútbol sub-17 de Costa Rica
La selección femenina de fútbol sub-17 de Costa Rica representa a Costa Rica en las competiciones internacionales de fútbol femenino en la categoría. Su organización está a cargo de la Federación Costarricense de Fútbol perteneciente a la CONCACAF. En su historia ha asistido a dos mundiales de la categoría, en las ediciones de 2008 y 2014.

## Estadísticas

### Copa Mundial Femenina de Fútbol Sub-17
| Edición | Resultado      | Posición     | PJ           | PG           | PE           | PP           | GF           | GC           |
| ------- | -------------- | ------------ | ------------ | ------------ | ------------ | ------------ | ------------ | ------------ |
| 2008    | Fase de grupos | 15°/16°      | 3            | 0            | 0            | 3            | 1            | 7            |
| 2010    | No clasificó   | No clasificó | No clasificó | No clasificó | No clasificó | No clasificó | No clasificó | No clasificó |
| 2012    | No clasificó   | No clasificó | No clasificó | No clasificó | No clasificó | No clasificó | No clasificó | No clasificó |
| 2014    | Fase de grupos | 15°/16°      | 3            | 0            | 0            | 3            | 1            | 6            |
| 2016    | No clasificó   | No clasificó | No clasificó | No clasificó | No clasificó | No clasificó | No clasificó | No clasificó |
| 2018    | No clasificó   | No clasificó | No clasificó | No clasificó | No clasificó | No clasificó | No clasificó | No clasificó |
| 2022    | No clasificó   | No clasificó | No clasificó | No clasificó | No clasificó | No clasificó | No clasificó | No clasificó |
| 2024    |                |              |              |              |              |              |              |              |
| Total   | 2/5            | 20°          | 6            | 0            | 0            | 6            | 2            | 13           |

### Campeonato Sub-17 de la Concacaf
| Edición | Resultado        | Posición     | PJ           | PG           | PE           | PP           | GF           | GC           |
| ------- | ---------------- | ------------ | ------------ | ------------ | ------------ | ------------ | ------------ | ------------ |
| 2008    | Subcampeón       | 2.º          | 5            | 2            | 1            | 2            | 11           | 11           |
| 2010    | Semifinales      | 4.º          | 5            | 2            | 0            | 3            | 10           | 19           |
| 2012    | No clasificó     | No clasificó | No clasificó | No clasificó | No clasificó | No clasificó | No clasificó | No clasificó |
| 2013    | No clasificó     | No clasificó | No clasificó | No clasificó | No clasificó | No clasificó | No clasificó | No clasificó |
| 2016    | Fase de grupos   | 6.º          | 3            | 1            | 0            | 2            | 5            | 6            |
| 2018    | Fase de grupos   | 6.º          | 3            | 1            | 0            | 2            | 7            | 7            |
| 2022    | Cuartos de final | 7.º          | 5            | 3            | 0            | 2            | 14           | 10           |
| 2024    | Por definir      | Por definir  | Por definir  | Por definir  | Por definir  | Por definir  | Por definir  | Por definir  |